# أندي ريتشاردز
أندي ريتشاردز (بالإنجليزية: Andy Richards)‏ هو منتج أسطوانات وكاتب أغاني بريطاني، ولد في 26 أكتوبر 1952 في لندن في المملكة المتحدة.

## وصلات خارجية
- الموقع الرسمي
- أندي ريتشاردز على موقع IMDb (الإنجليزية)
- أندي ريتشاردز على موقع ميوزك برينز (الإنجليزية)
- أندي ريتشاردز على موقع أول موفي (الإنجليزية)
- أندي ريتشاردز على موقع أول ميوزيك (الإنجليزية)
- أندي ريتشاردز على موقع ديسكوغز (الإنجليزية)
- أندي ريتشاردز على موقع قاعدة بيانات الفيلم (الإنجليزية)
- أندي ريتشاردز على موقع كينوبويسك (الروسية)